# 苏莱曼的故事
是2024年法国制作的一部电影，由伯里斯·洛伊坎执导兼编剧，阿布·桑加雷等人出演的一部电影，该电影主要讲述的是一个居住在法国，没有身份的几内亚人几天发生的故事。
该片在2024年戛纳电影节中获得了很多的奖项。

## 電影內容简介
有一个几内亚人因为生计等原因，通过一些方式到达了很多的国家，最后偷渡到了法国，并因为无身份，于是只要用别人的身份给自己找了一个外卖员的工作，但是最后因为一些原因导致工作受阻，同时，他也在为了能够居住在法国，为了通过移民考试而在努力中。

## 演员表
- 阿布·桑加雷
- 尼娜·梅尔瑞斯
- 伊马纽埃尔·约瓦尼
- 尤努萨·迪亚洛
- 凯塔·迪亚洛
- 吉兰·马安
- 马马杜·巴里
- 亚亚·迪亚洛
- 卡里姆·布西安纳

## 其他
导演通过选角，确认阿布·桑加雷担任影片主演，并且其正是法国移民，其的一些故事也出现在该电影中，并且他已经得到了法国居住权。

## 備註
1. ↑  . Trigon Film.   [29 January 2025] （法语）.
2. ↑  . Loud and Clear Reviews. 19 May 2024  [21 May 2024].
3. ↑  Leffler, Rebecca. . Screen Daily. 5 September 2024  [5 September 2024].
4. ↑  Desbois, Erwan. . International Cinephile Society. 19 May 2024  [21 May 2024].
5. ↑  . Festival de Cannes. 25 May 2024  [26 May 2024] （美国英语）.
6. 1 2  . Cannes Film Festival. 11 April 2024  [21 May 2024].
7. ↑  Barlow, Helen. . FilmInk. Paris. 27 February 2025  [27 March 2025].